# Metica
Metica je rijeka u Kolumbiji, pritoka rijeke Meta. Pripada porječju rijeke Orinoco.